# Guillaume de Saxe-Weimar-Eisenach
Le Prince Guillaume Charles Bernard Hermann de Saxe-Weimar-Eisenach (21 décembre 1853 – 15 décembre 1924) est un membre de la Maison de Saxe-Weimar-Eisenach.

## Biographie
Le prince Guillaume de Saxe-Weimar-Eisenach est né le 21 décembre 1853 à Stuttgart. Il est le fils aîné de Hermann de Saxe-Weimar-Eisenach (1825–1901) et Augusta de Wurtemberg (1826-1898). Le prince, qui a ses propres problèmes financiers, et est forcé par le Grand-Duc à vivre à l'extérieur de Weimar. Guillaume est l'héritier présomptif du trône tant que le jeune Grand-Duc Guillaume-Ernest de Saxe-Weimar-Eisenach est veuf. Sa femme, Caroline de Reuss-Greiz, est décédé en janvier 1905. Nombreux sont ceux qui croient que le Grand-Duc va se marier de nouveau, et d'assurer la succession dans la branche principale.

Armoiries du Grand-Duché de Saxe-Weimar-Eisenach

Le Prince Guillaume a un problème avec son fils aîné. Le prince Hermann s'est lié par un mariage morganatique avec Wanda Paola Lottero, une comédienne italienne, le 5 septembre 1909 à Londres. La famille ducale l'a forcé à renoncer à ses droits à la succession de Saxe-Weimar-Eisenach, ainsi qu'à son statut royal, le titre et les prérogatives, en lui accordant un moindre titre de noblesse, celui de comte Ostheim, avec une petite indemnité. Le prince Guillaume a également une mauvaise réputation. Son comportement suscite le mécontentement de la tête de la famille. Il fuit vers les États-Unis dans sa jeunesse, il sert comme un maître d'équitation, greffier et même comme garçon de restaurant à New York, mais revient finalement en Allemagne, se marier avec sa cousine au deuxième degré, et vivre avec une petite pension de la tête de la maison.

## Mariage et famille
Le prince Guillaume épouse Gerta d'Ysenburg et Büdingen (1863-1945), fille de Ferdinand Maximilian Ier d'Ysenburg et Büdingen (1824-1903) et Auguste Marie Gertrude de Hanau et Horowitz (1829-1887), le 11 avril 1885 à Wächtersbach, Allemagne. Guillaume et Gerta ont  trois enfants:
- Hermann de Saxe-Weimar-Eisenach (1886-1964)[4]. (14 février 1886 – 6 juin 1964)
- Albert Guillaume de Saxe-Weimar-Eisenach[5]. (23 décembre 1886 - 9 septembre 1918), tué sur le champ de bataille
- Sophie de Saxe-Weimar-Eisenach (en)[6]. (25 juillet 1888 - 18 septembre 1913)